# Allothrissops
Allothrissops es un género extinto de peces actinopterigios prehistóricos. Fue descrito por Nybelin en 1964.
Vivió en Alemania.

## Fósiles

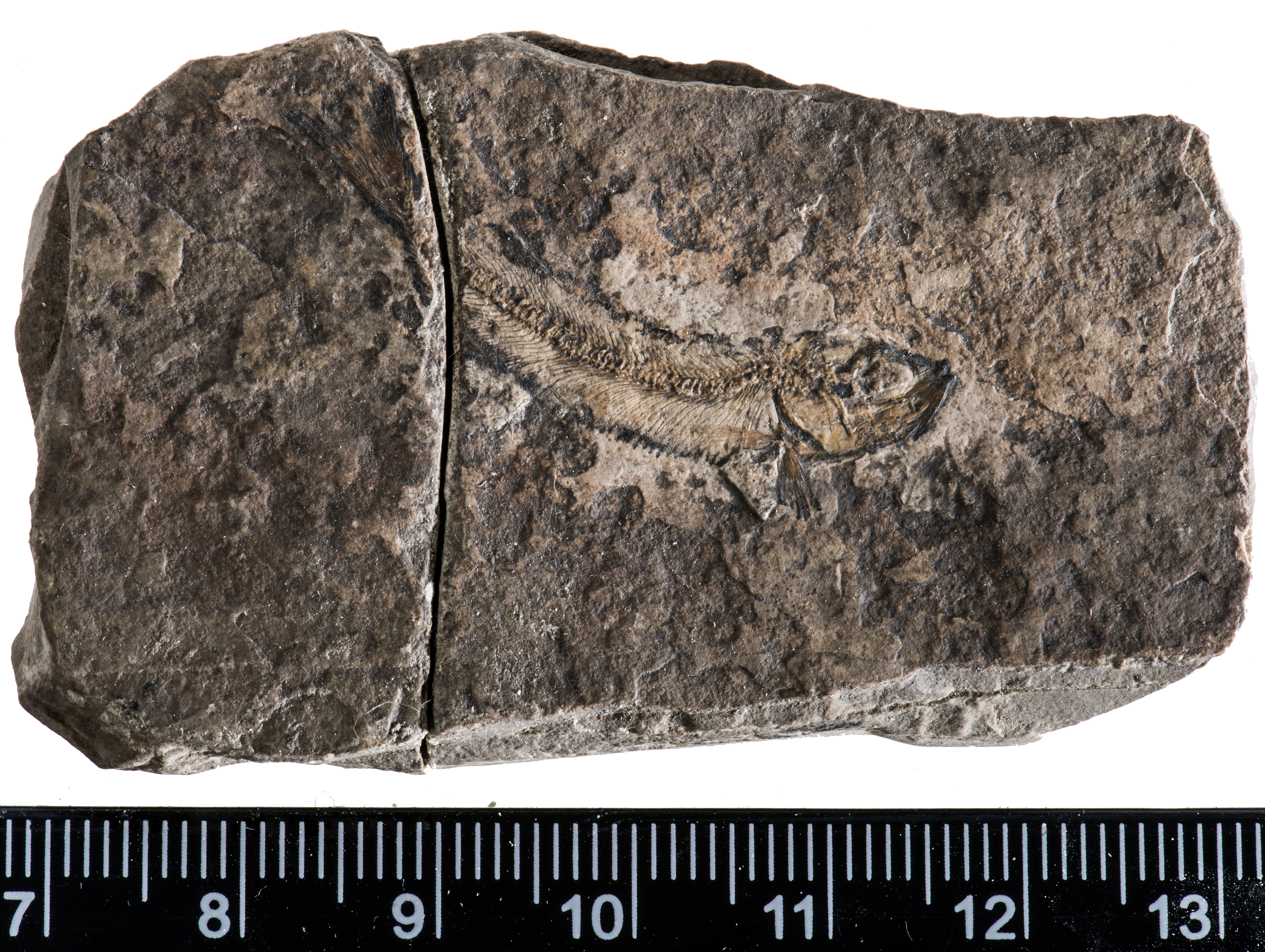
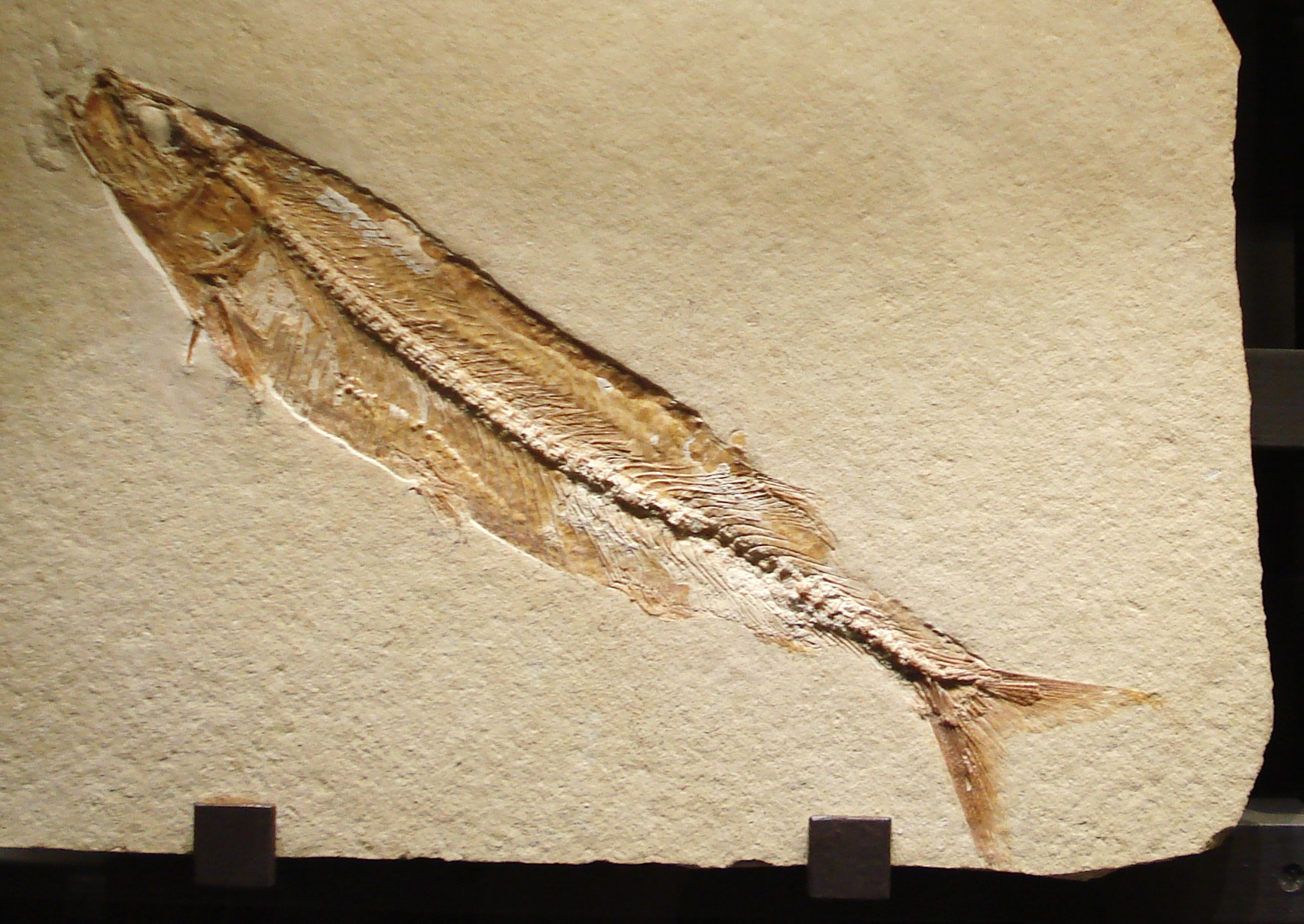
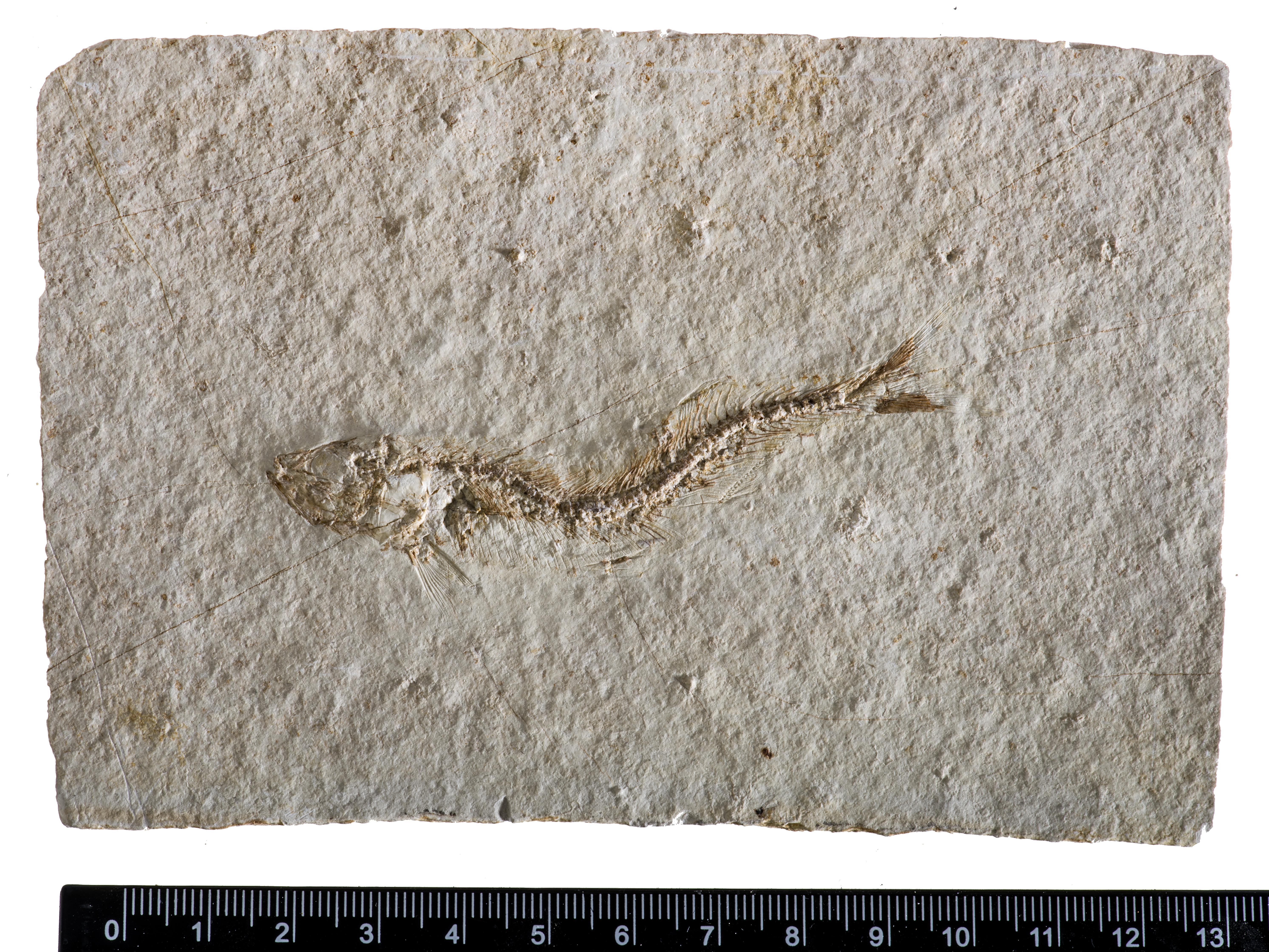
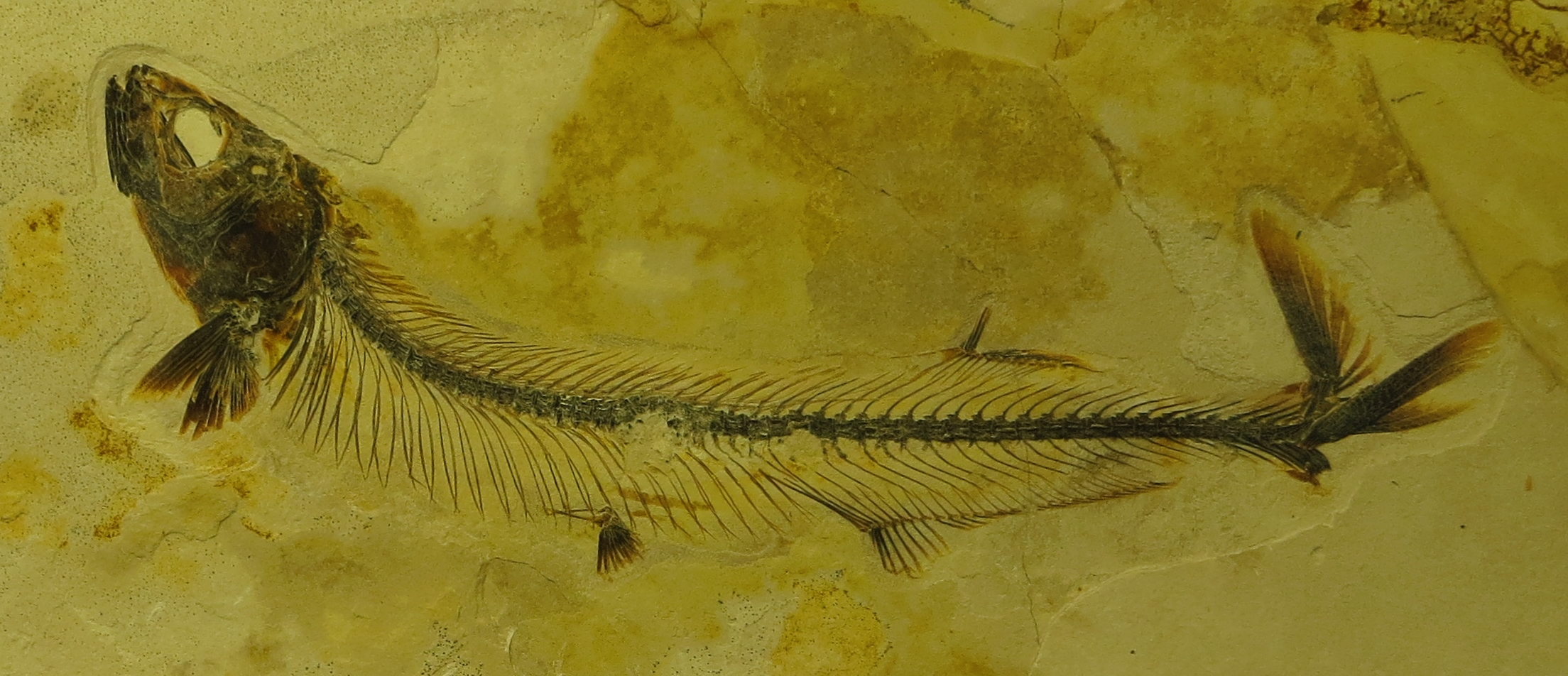
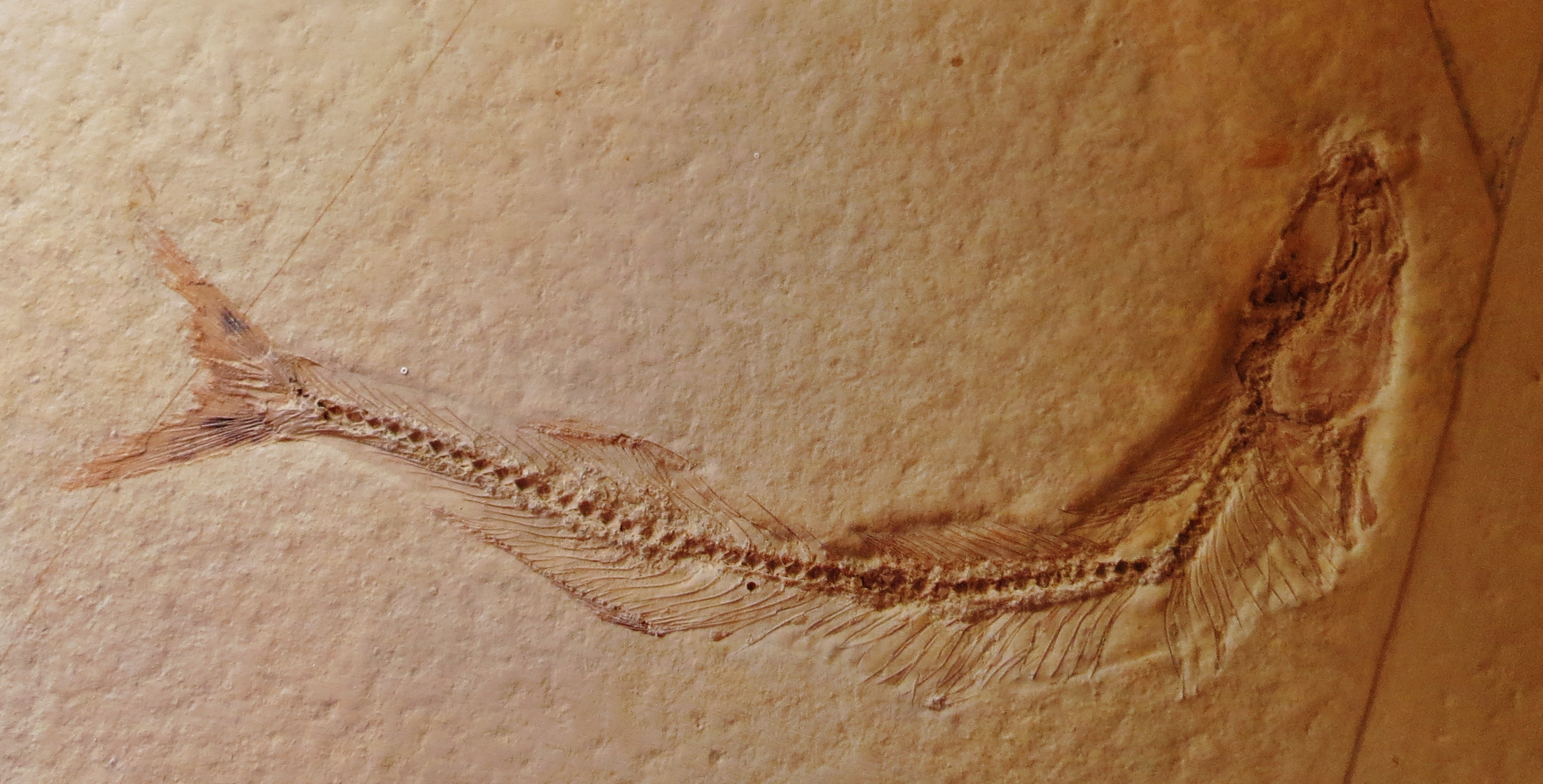